# Carol Peletier
Carol Peletier è un personaggio della serie a fumetti The Walking Dead ed è interpretata da Melissa McBride nella serie televisiva omonima e nello spin-off The Walking Dead: Daryl Dixon
McBride ha ricevuto il plauso della critica per la sua performance nel ruolo di Carol e ha ricevuto giudizi generalmente favorevoli da parte della critica nel corso della serie.
È una dei quattro personaggi che prendono parte al crossover tra The Walking Dead e il suo spinoff, Fear the Walking Dead.

## Biografia del personaggio
Carol viveva ad Atlanta, con la figlia Sophia e il marito violento Ed, che sfogava le sue frustrazioni su di lei e sulla loro figlioletta. Inoltre, a causa dello stress che egli le causava, Carol doveva fare più lavori contemporaneamente e, come spiegherá anni dopo, tagliarsi i capelli a zero, per impedire che l'uomo l'afferrasse. Con l'inizio dell'apocalisse Carol, insieme al resto della famiglia, incontrano i Grimes per strada sotto la protezione di Shane e si unirà al gruppo dei sopravvissuti di Atlanta insieme alla sua famiglia.

## Nei fumetti
Carol è una casalinga ed è sposata con un uomo, il quale, dopo aver visto i propri genitori trasformati in zombie, commette suicidio. Lascia quindi Carol e sua figlia, Sophia, da sole che, allo scoppio dell'Apocalisse si imbattono nel gruppo guidato di Shane insieme a Lori, Carl, Andrea, Glenn e Dale. Nel campo, Carol si occupa delle faccende domestiche e lei e Lori, inoltre, diventano subito migliori amiche. Dopo aver lasciato il campo, il gruppo incontra Tyreese, il quale inizia a instaurare un rapporto con Carol.
Le prime tensioni nella coppia iniziano ad arrivare alla prigione, quando Michonne si presenta. Dopo un po' rompono la loro relazione e Tyreese si mette con Michonne.
Questo porta Carol in uno stato di depressione che la porta a pretendere l'attenzione di chiunque per non sentirsi sola. Successivamente, decide di suicidarsi, facendosi mordere da uno zombie, lasciando Sophia alla sua migliore amica, Lori.

## Prima stagione
Carol, insieme al marito Ed e la figlia Sophia, si trovano all'accampamento sotto il Camper di Dale. Insieme alle altre donne si occupa delle faccende, tra cui lavare i panni. Appare però Ed che la costringe a venire con lui ma, quando questa si rifiuta, egli la schiaffeggia sotto gli occhi delle altre donne. Shane arriva e lo picchia quasi a morte, impedendogli così di tornare a commettere il gesto contro Carol. Durante la notte in cui i vaganti attaccano l'accampamento, Ed viene divorato e Carol lo sopprime per evitare che resusciti, placando anche lo stress che l'uomo le causava. Dopo il fatto acquisterà più sicurezza per potere proteggere sua figlia.
Dopo la distruzione del laboratorio CDC, Carol resta con il gruppo per trovare una nuova casa.

## Seconda stagione
Durante il viaggio, il gruppo si ferma a causa di un ingorgo per strada. Quando una mandria di vaganti attacca, Sophia, la figlia di Carol, si separa dal gruppo dei sopravvissuti di Atlanta braccata da alcuni e da quel momento si perdono le sue tracce. Ciò stressa emotivamente Carol, che le lascia del cibo su una macchina nel caso ritrovasse la strada, oltre a una lettera. Carl però viene ferito da un colpo di fucile e cade in coma, così il gruppo raggiunge la fattoria dei Greene dove si sistemeranno. Daryl, vedendo Carol in preda a un forte stato depressivo, decide di fare il possibile per ritrovare Sophia, ma senza risultato.
Quando Shane, furioso, libera gli zombie dal fienile, Carol vede con orrore sua figlia diventata vagante, essendo morta da tempo e portata lì. Rick quindi le sparerà, lasciando Carol in lacrime. La donna rimarrà segnata dalla morte della figlia, evento che la porterà a cambiare gradualmente e a diventare più forte. Successivamente, Carol fa le condoglianze per la morte di Dale.
Quando la fattoria viene distrutta da un assalto dei vaganti, Carol si salva insieme al gruppo, soprattutto grazie a Daryl. Rimane però sconvolta quando scopre da Rick, di avere ucciso Shane.

## Terza stagione
Dopo mesi di viaggio, il gruppo trova una prigione e vi si stabiliscono dopo averla liberata da tutti gli zombie, e dopo che i criminali restanti l'abbandonano per ritornare dai loro famigliari.
Alla prigione, Carol sviluppa un carattere sempre più forte e indipendente, stringendo però un forte legame con i membri del suo gruppo, in particolar modo con Daryl e Lori. Ma a causa di un attacco da parte dei vaganti, Lori perde la vita partorendo Judith, e T-Dog, per salvare Carol, viene divorato. La donna partecipa poi alle missioni con il gruppo e ne diventa in breve un membro fondamentale, apprendendo le conoscenze mediche da Hershel e a combattere sia con armi da taglio che da fuoco. Inoltre, nel tempo libero si occupa di Judith insieme a Beth e Carl, ma soprattutto a essere più diffidente degli sconosciuti.
Quando arrivano Tyreese, Sasha e il resto del gruppo, Carol dubita se farli entrare e, dopo vari scambi, quest'ultimi decidono di andarsene. Quando si presenta Michonne, Carol è tra i pochi a fidarsi di lei, dopo questa le procura il cibo per la bambina.
Nel periodo nella prigione, Carol stringe amicizia con Alex, l'ultimo ex-detenuto rimasto in vita, ma quando il governatore attacca, egli viene ucciso con un colpo alla testa e Carol, per difendersi, si nasconde dietro il suo cadavere. Alla fine, quando il governatore si ritira, Carol rimane alla prigione e fa le condoglianze per la morte di Andrea.

## Quarta stagione
Passati 9 mesi dalla scomparsa del Governatore, la prigione ha accolto gli ex abitanti di Woodbury. Carol ha il compito a insegnare ai bambini della prigione come usare i coltelli, in modo però del tutto segreto. Successivamente, inizia a instaurare un rapporto con due bambine, Lizzie e Mika, dopo aver ucciso il padre (che era stato morso da un vagante). Allo scoppio del virus Carol fa di tutto per salvare i bambini e durante la notte uccide due persone che erano infette: Karen (la ragazza di Tyreese) e David. Non facendosi notare dagli altri sopravvissuti della prigione, bruciò i loro corpi credendo che l'infezione non si sarebbe diffusa. Rick Grimes, però, scopre che è stata lei a uccidere i due e quando vanno alla ricerca di provviste, si confrontano e Rick dice a Carol che non può tornare alla prigione.
Fa nuovamente la sua comparsa nell'episodio 10, salvando Lizzie, Mika e Judith durante l'assalto del governatore e le riporta da Tyreese. Carol gli spiega che ha visto la prigione cadere e gli dice che non è tornata lì, perché voleva recuperare altre provviste, quindi, tutti insieme, si incamminano verso una comunità chiamata Terminus. Durante il viaggio (episodio 14) si prendono una pausa e si fermano in una casa in mezzo al bosco ma con il tempo Carol nota degli strani attaccamenti morbosi di Lizzie nei confronti dei vaganti (la vede giocare ad acchiapparello con uno). Quando Carol e Tyreese fanno ritorno dalla caccia, scoprono che Lizzie ha ucciso sua sorella, Mika, e che stava anche per uccidere Judith. Vedendo Lizzie troppo pericolosa per stare intorno a delle persone, Carol è costretta a ucciderla.
La sera Carol rivela a Tyreese che è stata lei a uccidere Karen. Lui è furioso, ma poi dopo la perdona. Dopodiché, lei e Tyreese (insieme a Judith), continuano a camminare per arrivare a Terminus.

## Quinta stagione
Carol scopre troppo tardi che Terminus è una città di cannibali e che hanno rapito il resto del gruppo e Tyreese. Infiltrandosi all'interno della comunità riesce rubare un fucile e con esso fare esplodere i contenitori di ossigeno, attirando una mandria di vangati che uccidono Gran parte dei cannibali. Rick e il resto del suo gruppo ne approfittano per scappare e sbarazzarsi dei cannibali restanti. Terminus viene rasa al suolo.
Successivamente, il gruppo incontra Gabriel Stokes che li accoglie nella sua chiesa. Ma nel mentre i cannibali sopravvissuti uccidono Bob Stookey e organizzano di attaccare la chiesa. Loro però li precedono e nonostante le prediche di Gareth, il leader, vengono tutti fatti fuori. abbandonano poi la chiesa che viene bruciata.
Carol, saputo del rapimento di Beth, parte insieme a Daryl per salvarla e, grazie all'aiuto di Noah, raggiungono l'ospedale. Ma Carol viene investita da un'auto dei poliziotti e finisce in coma. Rinsavita è costretta alla sedia a rotelle. Viene usata poi, insieme a Beth come merce di scambio con i poliziotti di Dawn, e nonostante sembri tutto risolto Beth muore lo stesso per mano di Dawn. Insieme al gruppo seppellisce la ragazza, con forte tristezza di Maggie e Daryl.
Quando Carol e il gruppo cercano di portare Noah dalla sua famiglia, scoprono che sono già tutti morti. Tyreese viene morso e muore dissanguato.
Dopo la morte di Beth e Tyreese Carol impara a diventare molto più furba così da far abbassare la guardia agli sconosciuti. Successivamente il gruppo incontra Aaron che, osservandoli da tempo, li propone di seguirli nella comunità di cui fa parte, Alexandria, un luogo sicuro, recintato e pieno di provviste. Il gruppo accetta.
il gruppo viene accolto da Deanna, la leader, che inizialmente chiede a ognuno di parlare in privato. Carol finge di essere una donna innocua, debole e devota alla casa, incapace di difendersi. Deanna ci casca e la manda a lavorare nella mensa della comunità. Carol in segreto, però, trama insieme a Rick di prendere possesso di Alexandria, e per prima cosa devono riprendersi le armi. Carol di nascosto prende una pistola, ma viene vista da Sam, il figlio minore di Jessie e Pete, e lei, per convincerlo ad andarsene lo spaventa con finte minacce. Il bambino, stranamente, inizia a farle visita sempre di più. Parlando Carol scopre che lui e Jessie subiscono abusi fisici costanti da Pete, e il fatto fa ricordare a Carol i tempi di quando li subiva da suo marito, decide così di aiutarli. Racconta il tutto a Rick che, avendo una cotta segreta per Jessie, interviene picchiando selvaggiamente Pete, ma perde il controllo e inizia a minacciare tutti a mano armata.
Successivamente va da Pete, che è stato allontanato dalla sua famiglia, e gli consegna del cibo minacciandolo velatamente di non toccare mai più la sua famiglia o lo accuserá di averla aggredita.

## Sesta stagione
Rick sta preparando Alexandra all'attacco di una gigantesca orda di migliaia di vaganti. Carol rimane dentro le mura a ma all'improvviso la comunità viene attaccata da un gruppo di predoni, i Wolves. Fingendosi una di loro inizia a ucciderne quanti può e grazie all'aiuto di Morgan riesce a farli correre in ritirata. Quest'ultimo rapisce il loro leader, Owen. Successivamente, quando gli zombie invadono le mura Carol combatte fino allo stremo, insieme a il gruppo e a tutta la comunità unità, uccidendoli fino all'ultimo. Inizia poi ad avvicinarsi sempre di più a Tobin. I due iniziano una relazione ma che dura poco essendo Carol consapevole che continuando così sarà impossibile affezionarsi a qualcuno senza che questi muoia.
Carol e Maggie Greene, scoprono la base di un nuovo gruppo di criminali, chiamati i Salvatori. Carol e Maggie vengono rapire da Paula sua madre Janise, il fidanzato di quest'ultima, Ned le ha usate come ostaggio contro Rick. Carol si finge una donna, debole e spaventata e, fingendo di avere un attacco di polmonite uccide Ned, per poi liberare Maggie e insieme uccidere Paula e sua madre. Si ricongiungono con il resto del gruppo.
Nel quattordicesimo episodio, Carol decide di scappare da Alexandria. Non vuole più saperne di uccidere. Tuttavia, nell'episodio seguente, incontra un pick-up su cui vi sono dei Salvatori, Carol è costretta a ucciderli tutti, tranne uno che nell'episodio finale, insegue Carol fino a una fattoria abbandonata, le spara a una gamba aspettando che muoia dissanguata ma viene salvata da Morgan, che l'aveva seguita e uccide l'uomo. Inoltre, i due, vengono raggiunti da un soldato, armato a mo' di cavaliere medievale a Bordo di un cavallo, che li invita a curarsi a un'altra comunità da cui proviene, Il Regno.

## Settima stagione
Carol viene scortata a Il Regno, una nuova comunità che ha l'aspetto di un villaggio medievale. Qui incontra l'eccentrico leader della comunità, Re Ezekiel, che ha un trono dentro un teatro e possiede una tigre di nome Shiva. L'uomo l'accoglie alla comunità dicendole di usufruire come vuole dei loro averi. Carol, scortata da Morgan, pensa che tutto sia uno scherzo e che non esista un luogo simile e che se n'è andrà il prima possibile. Scopre che il Regno è sotto il controllo dei Salvatori che richiedono da loro una grossa quantità di cibo ogni giorno e in cambio, non lo attaccano.
Ancora al Regno Carol viene raggiunta da Daryl. Lui le dice che i Salvatori hanno ucciso Abraham e Glenn e hanno preso il controllo di Alexandria, e Rick non trova più il coraggio per ribellarsi al loro leader, Negan. Le chiede poi come mai è andata via e Carol gli spiega che i Salvatori avrebbero ucciso altre persone, e lei sarebbe stata costretta a uccidere di nuovo ma non vuole più uccidere, anzi vuole dimenticare il passato, quindi non ha intenzione di tornare per dover più vedere genere morire per lei. Ciò lascia Daryl senza parole. Ripreso a camminare Carol si sistema in una piccola casa abbandonata fuori il Regno, chiudendo definitivamente un nuovo capitolo della sua vita.
Riceve spesso visite da parte del Regno, principalmente da Ezekiel che le propone spesso di tornare alla comunità, lei rifiuta sempre. Alla fine accetta e parlando con Ezekiel lo conosce meglio, vedendo come egli tenga molto alla sua gente e che farebbe di tutto per aiutarli ed è per questo che tutti gli portano rispetto e poi le dice un detto che ripete a se stesso e hai suoi cittadini ogni volta che la situazione si fa dura, "Eppure sorrido". Carol comincia a condividere il sentimento reciproco.
Dopo la morte di Benjamin a opera dei Salvatori Ezekiel decide di ribellarsi a esse e convincendo tutti i cittadini li convince ad andare all'attacco, Carol alla fine si decide a combattere dopo aver scoperto della morte di altri innocenti e che l'intera Alexandria è stata messa in ostaggio. Carol e gli altri soldati del Regno giungono ad Alexandria, e il loro intervento fulmineo aiuta al comunità a cacciare i Salvatori e gli abitanti della discarica, che avevano fatto il doppio Gioco collaborando con essi. Successivamente seppellisce Sasha, che si era suicidata per attaccare Negan.
Da quel momento Alexandria e il Regno sono in guerra contro i Salvatori.

## Ottava stagione
La guerra contro i Salvatori continua. Nelle prime fasi Carol, Hilltop e il Regno attaccano un avamposto dei Salvatori uccidendone molti e catturandone altrettanti, che vengono consegnati a Hilltop come prigionieri. Ma nella via del ritorno tutti i soldati del Regno vengono uccisi a smitragliate da alcuni Salvatori con un potente arma, "La donna Grassa". Solo Ezekiel sopravvive ma viene usato come ostaggio da Alvaro. Carol si infiltra nell'edificio dove i Salvatori si sono accostati per attaccare e li uccide tutti; quindi ruba un furgone e sfonda le porte del Santuario, salvando Ezekiel e Jerry dai vaganti.
Successivamente i Salvatori attaccano direttamente il Regno con delle granate e molotov. Carol, Morgan, Ezekiel e Jerry fanno evacuare la comunità e iniziano a contrattaccare contro il gruppo capeggiato da Gavin. Alla fine riescono ad accerchiarli ma Morgan, perdendo di nuovo il controllo, uccide a sangue freddo molti di loro per poi intrappolare Gavin che viene ucciso però da Henry.
Nel confronto finale, Carol, il Refno, Hilltop, Alexandra e OceanSide attaccano i Salvatori che però gli tengono un agguato. Quando stanno per sparare all'unisono le loro armi gli esplodono davanti, essendo state manomesse da Eugene. I Salvatori vengono alla fine sconfitti, e resi prigionieri quelli che son rimasti i vita Negan invece viene risparmiato da Rick che decide di imprigionarlo per sempre, scelta che lascia in molti del risentimento per lui.
Entro fine stagione si trasferisce a Il Regno insieme a Ezekiel con cui ha iniziato una relazione. Carol legherà molto con un bambino, Henry, fratello minore di Benjamin.

## Nona stagione
Passati due anni dalla sconfitta dei salvatori Carol continua a vivere al Regno, che ora si occupa di controllare, insieme a Hilltop, i Salvatori "redenti". Ha adottato Henry e sviluppato una relazione con il Re Ezekiel ed egli una sera le fa la proposta e Carol accetta. Quando alcuni Salvatori vengono uccisi, tra cui Arat, i restanti decidono di abbandonare il campo, seguiti da Jed giurando al contempo vendetta. Assiste poi al sacrificio di Rick che fa' esplodere il ponte per separare gli zombie dalla comunità.
Sei anni dopo la "morte" di Rick Carol si è sposata con il re Ezekiel e hanno adottato Henry, ma tra le comunità c'è ancora dell'astio per via della presenza di Negan ancora vivo. Carol decide di portare Henry a Hilltop, però, in strada, Carol ed Henry vengono attaccati da un piccolo gruppo di Salvatori guidati da Jed. Il gruppo li deruba e pure dell'anello di Carol ma lei quella stessa notte, li raggiunge nel loro campo e da' fuoco a tutti loro. Ha quindi ucciso gli ultimi Salvatori rimanenti.
Riprendendo la strada verso Hilltop si imbattono in Daryl, che aveva vissuto per tutti quegli anni per i boschi, e Carol gli chiede di sorvegliare Henry, una volta arrivati a Hilltop dato che lei ha urgente bisogno di tornare a il Regno per i preparativi del festival che, potrebbe riallacciare i rapporti con le altre comunità, l'uomo accetta.
Successivamente Carol, Ezekiel e vari soldati del Regno escono per trovare l'oggetto principale del festival, un connettore per i film. Arrivati a un cinema abbandonato, dopo varie difficoltà riesco a prendere il connettore e i filmati. Nella via del ritorno incontrano un bizzarro gruppo di predoni, vestiti da cowboy e soldati sudisti, guidati da Otis che li accerchiano ma Carol con tranquillità, capisce che sono amanti del cinema, e le propone di unirsi per vederne uno, essi sono d'accordo e aiutano il gruppo a tornare sani e salvi al Regno. Tornata Carol scopre che degli inquietanti figuri, i Sussurratori, un gruppo composto da persone che si travestono da vaganti, e camminano come loro per confondersi tra essi, hanno ucciso Jesus, e adesso tra loro si trova Lydia, la figlia della loro leader. Nonostante l'iniziale difficoltà a fidarsi di lei capisce che non è pericolosa, anche perché Henry si fida di lei.
Il festival ha finalmente inizio e tutto va tranquillo e la gente si diverte a guardare il film (un cartone animato della Disney). Improvvisamente lei viene presa in ostaggio, insieme a Daryl, Michonne e Yumiko da i Sussurratori. Il leader di quel gruppo, Alpha, li dice che hanno fatto un errore a superare il confine che loro li avevano imposto dicendo che poi ne avrebbero subite le conseguenze. Alpha le mostra un'immensa mandria di zombie sotto il suo comando e poi li lascia andare.
Ma sulla strada di ritorno vedono Siddiq legato a un albero e ridotto male. L'uomo li porta su una collina e Carol assiste a una scena raccapricciante; dieci teste infilzate su delle picche. Tra loro si trovano Tara, Enid, D.J, Otis, la moglie di Earl il fabbro, due ragazzi del Regno, una delle ex mogli di Negan e pure Henry. Carol viene sopraffatta dal dolore e Daryl cerca di consolarla. Tornati al Regno Siddiq comunica la cosa dicendo di come i loro amici siamo stati rapiti durante il festival da Alpha, che si era infiltrata tra loro e che abbia lasciato lui in vita solo per mandarli un messaggio di minaccia.
Nell'ultimo episodio della stagione, ferma Lydia a un passo dal suicidio e le dice che non è colpa sua se Henry è morto. Poi restituisce l'anello al Re Ezekiel e insieme decidono di andare in strade diverse essendo Carol ora sopraffatta dalla tristezza e dalla paura e dal senso di colpa.
Inizia a nevicare e le tre comunità decidono di abbandonare momentaneamente il luogo perché non troppo sicuro.

## Abilità ed equipaggiamento
Nel corso della serie la personalità di Carol muterà profondamente passando dall'essere una dolce e debole casalinga a una spietata guerriera. Apprenderà l'uso delle armi da fuoco e da taglio, diventando molto abile nella caccia agli zombie e nel combattimento in generale, riuscendo nella sesta stagione a eliminare diversi membri della banda dei Lupi unendo le sue capacità combattive alle sue abilità stealth.
È in grado di mascherare le sue emozioni, apparendo come una donna indifesa per poi rivelarsi quando l'avversario abbassa la guardia.
È un'abile cecchina e sa utilizzare alla perfezione qualsiasi tipo di arma, sia bianca che da fuoco. La sua arma preferita è un tirapugni con lama integrata.

## Sviluppo
«Molte delle tattiche che ha usato per sopravvivere a quella relazione [con il marito] pre-apocalisse, saranno molto utili ora. È molto attenta, molto metodica. In molte maniere, l'ho sempre vista come un'eroina, fin dall'inizio. Nel profondo, sapevo che aveva lottato molto nella sua vita. Sapevo che ci stava provando e lottando e lei era ancora qui.» 
Sulle ragioni di Carol per aver ucciso Lizzie nell'episodio Il bosco Melissa McBride spiega:
«No, non penso c'erano altre opzioni. Per quanto ha spezzato il cuore di Carol fare questo e realizzarlo, andava fatto. Stavano camminando verso i fiori in quella scena e Lizzie dice "Sei arrabbiata con me e mi dispiace". Tu penseresti che lei era dispiaciuta per aver pugnalato a morte sua sorella, ma invece è dispiaciuta per aver puntato una pistola contro di lei, quindi non lo capisce. Non è un mondo sicuro per nessuno. [...] Tematicamente, si parla molto del cambiamento. Qualcosa che ho tirato fuori da questo episodio per Carol, è che devi cambiare. Il mondo ti cambierà - devi adattarti oppure muori. Si tratta di aggrapparti a quella parte di te stesso: tu puoi cambiare ma non perdere te stesso. Questo è ciò che stava accadendo a Carol - la sua mentalità - era così decisa a proteggere questi bambini da aver perso un po' di qualcosa. Le mancavano molte cose perché i suoi occhi erano talmente decisi a sopravvivere.» 

### Casting
Carol è interpretata da Melissa McBride. In un'intervista, ha dichiarato che pensava che il suo personaggio sarebbe durato pochi episodi. L'attrice ha dichiarato che, dopo aver ottenuto la parte, iniziò a leggere i fumetti fino al punto in cui Carol morì, ma era insicura se i produttori avrebbero preso quella direzione. Ha dichiarato, poi, che era felice che non fosse accaduto. Andrew Lincoln (Rick), parla riguardo al personaggio di Carol:
«Melissa McBride (Carol) ha probabilmente detto cinque frasi nella prima stagione e adesso guarda che cosa ha fatto. È magnifico quando vedi del talento, puro talento, venire riconosciuto in questo modo, ed è ancora più elettrizzante quando viene riconosciuto anche criticamente. I fan lo sapevano già da tempo, penso, ma è meraviglioso che lei abbia avuto l'opportunità e abbia avuto quell'episodio incredibile per mostrare ciò che è più capace di fare. È un talento raro.» 

## Accoglienza
McBride ha ricevuto il plauso della critica per la sua interpretazione di Carol e ha ottenuto recensioni positive dalla critica dalla terza stagione in poi. Molti critici hanno elogiato la performance di McBride nell'episodio centrato sul suo personaggio, Il bosco. Scrivendo dell'episodio Consumati, molti critici hanno lodato la performance di McBride dicendo "McBride è particolarmente grande. Mentre l'evoluzione del suo personaggio è iniziata in modo impeccabile, l'attrice riesce a riunire tutto ciò in un personaggio coerente e infinitamente affascinante". Altri critici hanno elogiato il personaggio nella seconda metà della quinta stagione e poi nella sesta stagione. Altre critiche l'hanno definita come "il più completo, il personaggio femminile più interessante della TV in questo momento". Nella sesta stagione, Melissa McBride ha continuato a ricevere critiche positive, in particolare per il suo lavoro in L'attacco dei lupi, Non è ancora domani, Nella stessa barca.